# Brigita Hertlová
Brigita Hertlová (23. prosince 1938 Praha – 18. března 2025 Veselí nad Moravou) byla česká divadelní režisérka, dramaturgyně a překladatelka.

## Život
Narodila se v Praze 23. prosince 1938 v rodině historika Jana Hertla, jenž náležel k proudu katolických intelektuálů a počátkem 40. let se stal ředitelem nakladatelství Vyšehrad. Matka byla dcerou básníka Františka Sekaniny a vystudovala přírodní vědy. Za kmotra měla Brigita básníka Jana Zahradníčka. Druhou světovou válku rodina strávila zčásti v Praze (včetně bombardování města v únoru 1945) a zčásti na venkově nedaleko Roudnice nad Labem.
Po válce Hertlová nastoupila do školy a po odmaturování v roce 1957 se přihlásila ke studiu režie na Divadelní fakultě Akademie múzických umění v Praze (DAMU). Zde se seznámila s Františkem Čechem, jehož pak v roce 1960 pojala za manžela. Ten původně v 50. letech studoval v kněžském semináři u salesiánů, poté narukoval k pomocnému technickému praporu (PTP) a pracoval v dělnických profesích, coby ostravský horník se však dostal ke studiu režie na DAMU a poté od roku 1959 pracoval v divadlech, zprvu v Divadle Na zábradlí. Po sňatku společně odešli do Čechova rodného Veselí nad Moravou a oba získali angažmá ve Slováckém divadle v Uherském Hradišti.
Vedle režijní a dramaturgické práce pro Slovácké divadlo (sezony 1960/63 a 1967/70) v 60. letech působila také v Divadle Petra Bezruče v Ostravě či v Severomoravském divadle v Šumperku, kde pak do roku 1988 pracoval také její manžel. Po srpnové invazi roku 1968 odmítla podepsat souhlas se sovětskou okupací a upadla v nemilost. Musela opustit divadlo, pracovala pak postupně v mateřské škole, v kuchyni, v dělnických zaměstnáních u výrobního pásu. Až od roku 1979 dostala možnost pracovat jako lektorka a archivářka v olomouckém Divadle Oldřicha Stibora, kde ji posléze zastihla sametová revoluce v roce 1989.
Po roce 1989 se oba manželé mohli vrátit k režii a plnohodnotné práci pro divadlo, ať už ve Slováckém divadle, nebo v jiných regionálních divadlech – v Českém Těšíně, Olomouci či Šumperku. Brigita Hertlová upravovala a dramatizovala díla jako např. Ženský zákon Josefa Gregora Tajovského (premiéra 1987), manžel režíroval její úspěšnou dramatizaci Broučků Jana Karafiáta (1993).
S manželem vychovala tři děti. V posledních letech svého života žila ve Veselí nad Moravou. Zemřela 18. března 2025 ve věku 86 let.